# Acrotomia trilva
Acrotomia trilva là một loài bướm đêm trong họ Geometridae.